# Heinrich Fritsch
Heinrich Fritsch (Halle, 5 dicembre 1844 – Amburgo, 12 maggio 1915) è stato un ginecologo tedesco.

## Biografia
Fritsch ha studiato medicina presso l'Università di Tubinga, Würzburg e Halle, dove nel 1869 ha conseguito il dottorato in medicina. Successivamente rimase a Halle come assistente presso la clinica di ostetricia sotto Robert Michaelis von Olshausen (1835-1915). Nel 1877 è diventato professore associato, e nel 1882 è stato professore e direttore della clinica ostetrica di Breslavia. Dal 1893 al 1910 è stato professore presso l'Università di Bonn.
Fritsch era un chirurgo e un insegnante molto apprezzato, è accreditato per la formazione di un'intera generazione di ginecologi acclamati, per esempio Hermann Johannes Pfannenstiel (1862-1909). Nel 1894 ha fornito una prima descrizione della "sindrome di Asherman", e il suo nome è associato con la "manipolazione di Fritsch", una tecnica di compressione ostetrica utilizzata per controllare il sanguinamento.
Nel 1877, con Hermann Fehling (1847-1925), ha fondato la rivista ginecologica Zentralblatt für Gynäkologie.

## Pubblicazioni principali
- Die Lageveränderungen der Gebärmutter, 1880; In Billroth-Pitha Handbuch der Allgemeinen und Speciellen Chirurgie.
- Die Krankheiten der Frauen, 1881; 12th edition, 1910; tradotto in inglese, francese, italiano, e russo; The diseases of women, a manual for physicians and students (1883).
- Grundzüge der Pathologie und Therapie des Wochenbetts, 1884; tradotto in francese e in russo.
- Gerichtsärztliche Geburtshilfe, 1901.